# Squadra honduregna di Coppa Davis
La squadra honduregna di Coppa Davis rappresenta l'Honduras nella Coppa Davis, ed è posta sotto l'egida della Federación Hondureña de Tenis.
La squadra ha esordito nel 1998 e ad oggi il suo miglior risultato è il raggiungimento del Gruppo III della zona Americana.

## Organico 2011
Aggiornato al match delle fasi zonali contro Aruba del 19 giugno 2011. Fra parentesi il ranking del giocatore nel momento della disputa degli incontri.
- Alejandro Obando (ATP #)
- Keny Turcios (ATP #)
- Ricardo Lau Cooper (ATP #)
- Ricardo Pineda (ATP #)